# Черни дървесни смокове
Черните дървесни смокове (Thrasops) са род влечуги от семейство Смокообразни (Colubridae).
Таксонът е описан за пръв път от американския зоолог Едуард Хелоуел през 1857 година.

## Видове
- Thrasops flavigularis
- Thrasops jacksonii
- Thrasops occidentalis
- Thrasops schmidti